# فاتان حسينلي
فاتان حسينلي (مواليد 13 يوليو 1992) هو ملاكم أذربيجاني، مثّل بلاده في الألعاب الأولمبية الصيفية 2012.

## روابط خارجية
فاتان حسينلي على موقع أوليمبيديا (الإنجليزية)